# John Ross (Politiker, 1770)
John Ross (* 24. Februar 1770 in Solebury, Bucks County, Province of Pennsylvania; † 31. Januar 1834 in Easton, Pennsylvania) war ein US-amerikanischer Jurist und Politiker. Zwischen 1809 und 1811 und nochmals von 1815 bis 1818 vertrat er den Bundesstaat Pennsylvania im US-Repräsentantenhaus.

## Werdegang
Nach einem Jurastudium in West Chester und seiner 1792 erfolgten Zulassung als Rechtsanwalt begann John Ross in Easton in diesem Beruf zu arbeiten. Politisch wurde er Mitglied der Ende der 1790er Jahre von Thomas Jefferson gegründeten Demokratisch-Republikanischen Partei. Im Jahr 1800 war er Abgeordneter im Repräsentantenhaus von Pennsylvania. Zwischen 1800 und 1803 fungierte er als Gerichtsdiener am Vormundschaftsgericht. Außerdem war er zwischen 1800 und 1809 als County Register bei der Bezirksverwaltung angestellt.
Bei den Kongresswahlen des Jahres 1808 wurde Ross im zweiten Wahlbezirk von Pennsylvania in das US-Repräsentantenhaus in Washington, D.C. gewählt, wo er am 4. März 1809 die Nachfolge von John Pugh antrat. Bis zum 3. März 1811 konnte er zunächst eine Legislaturperiode im Kongress absolvieren. 1814 wurde er im sechsten Distrikt seines Staates erneut in den Kongress gewählt, wo er am 4. März 1815 Robert Brown ablöste. Nach einer Wiederwahl konnte er bis zu seinem Rücktritt am 24. Februar 1818 im Repräsentantenhaus verbleiben.
Ross’ Rücktritt erfolgte nach seiner Ernennung zum Vorsitzenden Richter im siebten Gerichtsbezirk seines Heimatstaates. Im Jahr 1830 wechselte er an den Supreme Court of Pennsylvania. Dort verblieb er bis zu seinem Tod am 31. Januar 1834 in Easton. Sein Sohn Thomas (1806–1865) wurde ebenfalls Kongressabgeordneter.